# Kelafo (woreda)
Cet article concerne le district. Pour son chef-lieu, voir Kelafo.
Kelafo est un woreda de l'est de l'Éthiopie situé dans la zone Shabelle de la région Somali. Ce district a 77 471 habitants en 2007 et porte le nom de son chef-lieu Kelafo.
Situé dans le sud-est de la zone Shabelle, le district est limitrophe de la Somalie et de la zone Korahe. Son chef-lieu se trouve au bord du Chébéli environ 90 km au sud-est de Gode.
| Elale Gode | Debeweyin Higloley | Shilabo  |
| Adadle     | Kelafo             | Mustahil |
|            | (Somalie)          |          |

D'après le recensement national de 2007 réalisé par l'Agence centrale de la statistique d'Éthiopie, le district compte 77 471 habitants dont 15 % de citadins qui sont les 11 346 habitants de la ville de Kelafo. Presque tous les habitants sont musulmans.
En 2022, la population est estimée sur le même périmètre à 113 668 personnes avec une densité de population de 16 personnes par km2 et 7 124 km2 de superficie.
Le district se réduit cependant à 5 635 km2 en 2021 vraisemblablement à la suite d'un transfert de territoire au nouveau woreda Higloley de la zone Korahe[à vérifier].